# Багачка Перша
Бага́чка Пе́рша (до поч. XX ст. ще звалось Базилівщина, або Багачка) — село в Україні, у Великобагачанській селищній територіальній громаді Миргородського району Полтавської області. Населення станом на 2001 рік становило 339 осіб.

## Географія
Село Багачка Перша знаходиться на відстані 1,5 км від сіл Балюки, Степанівка та Широке. По селу протікає пересихаючий струмок під назвою "Широкий" із загатою, поруч з селом знаходиться заболочене озеро Поклевате.
Розташована за 4 км від траси М03 (Київ — Харків). Віддаль до центру громади — 18 км. Найближчі залізничні станції: Гоголеве — за 35 км та Матяшівка — за 36 км.

## Історія
Відоме з часів Козаччини, як село Багачка (Богачка). Поселення Багачки виникло не раніше кінця 18 ст.
Назва села походить від прикметника багатий, утворена за допомогою суфікса здрібнілості -ачк-.
З кінця 18 ст. селом тривалий час володіли поміщики Базилевські, у зв'язку з чим село тривалий час називалося Базилівщиною.
У 1859 році — 53 двори, 345 жителів. Село входило до складу Родионівської волості Хорольського повіту Полтавської губернії.
На межі 19 і 20 ст. Багачка (Базилівщина) згадується в друкованих джерелах як Багачка Перша (па відміну від Другої і Третьої Хорольського повіту). 110 дворів, 739 жителів. У Багачці Першій діяла школа грамоти.
У 1905-1907 роках у селі відбулися революційні виступи. Зокрема, у 1905 році в Багачці Першій відбувся страйк під керівництвом Я. О. Радченка, за що його було заслано до Сибіру.
У 1910 році — 125 дворів, 782 жителів. Населення стало займатися ткацтвом, теслярством, кравецтвом.
Радянська окупація в селі розпочалась в січні 1918.
У 1919 році село стало центром Багачанської Першої сільської ради.
У березні 1923 утворено Радивонівський район у складі трьох волостей; Багачка Перша увійшла до цього району.
У 1924 році розпочато будівництво нового приміщення школи у центрі села. У 1927 році розпочали навчання 4 початкових класи. Поступово школа перейшла на семирічний, восьмирічний та дев’ятирічний терміни навчання.
З 1925 село — у складі новоутвореного Великобагачанського району.
У 1929-1930 роках було завершено примусова колективізацію.
У 1932–1933 роках внаслідок Голодомору, проведеного радянською владою, у селі загинуло 173 мешканці. Збереглися свідчення про Голодомор місцевих жителів, серед яких Калениченко Н. П. (1922 р. н.), Назаренко М. В. (1922 р. н.), Чобітько Є. І. (1921 р. н.).
14 вересня 1941 року село окупували гітлерівці. 22 вересня 1943 року звільнене воїнами 266-го стрілецького полку 93-ї Миргородської стрілецької дивізії.
У Багачці Першій 1957 року встановлено пам'ятники: на братській могилі радянських воїнів, загиблих (9 чол.) при визволенні села 1943 року від гітлерівців, та на честь воїнів-односельців, полеглих (96 чол.) на фронтах Німецько-радянської війни.
У 1966 році колгосп ім. Орджонікідзе, центральна садиба якого містилася в селі, мав 3882 га землі та 46 га лісу. Провідними культурами були озима пшениця, цукрові буряки, коноплі. Розводили велику рогату худобу, свиней, овець, птицю. Розвинуте було також бджільництво і шовківництво.
У 1966 в Багачці Першій була восьмирічна школа, бібліотека, клуб. Населення становило 576 чол. Сільській раді були підпорядковані населені пункти Дзержинське (нині не існує), Кучері (нині не існує), Пушкареве, Саї (нині не існує), Семенівка, Степанівка, Стефанівщина, Широке.
У 1990 році населення села становило 376 осіб.
У 1991 році в селі були колгосп "Зоря" (зерново-буряко-тваринницького напряму), відділення зв'язку, АТС, неповна середня школа, фельдшерсько-акушерський пункт, дитсадок, Будинок культури на 400 місць, бібліотека (14 тисяч одиниць літератури).
З 1996 року сільська школа діє як Багачанська Перша загальноосвітня школа І-ІІ ступенів.
12 жовтня 2016 року шляхом об'єднання Великобагачанської селищної ради та Багачанської Першої, Радивонівської, Степанівської, Якимівської сільських рад Великобагачанського району була утворена Великобагачанська селищна об'єднана територіальна громада з адміністративним центром у смт Велика Багачка.

## Відомі люди
Уродженцем села є Шаповал Микола Терентійович (1919-1982) — український письменник і поет, кавалер ордена Червоної Зірки.

## Економіка
- Молочно-товарна ферма
- ПП «Лан»
- СФГ «Деметра»

## Об'єкти соціальної сфери
- Багачанська Перша загальноосвітня школа І-ІІ ступенів
- Будинок культури на 400 місць
- Бібліотека

## Пам'ятки історії
- Пам'ятник-бюст В. І. Леніну
- Братська могила радянських воїнів (9 чол.), які полягли в боях за визволення села
- Пам’ятник землякам (96 чол.), які полягли на фронтах Німецько-радянської війни (центр села)